# João Soares Alão
João Soares Alão (c. 1245 - c. 1310) foi um prelado português.

## Biografia
A origem e genealogia dos Alão anda mal estudada, mas Manuel Abranches de Soveral suspeita que D. João Soares Alão não tinha nada a ascendência que lhe atribuem os que o dizem filho dum Soeiro Pais, neto dum Paio Afonso e bisneto dum Afonso Fernandes, e era filho de Soeiro Fernandes de Albergaria e de sua primeira mulher Maria Fernandes Alão.
Antes de ser Bispo, foi em 1283 apresentado como Prior da Igreja de São Miguel de Sintra e depois foi Cónego da Sé do Porto.
Foi 6.º Bispo de Algarve em Silves entre 1297 e 1310 ou c. 1310.
Instituiu a 31 de Agosto de 1308 a Capela e Morgado de Santo Eutrópio e seu Hospital na Igreja de São Bartolomeu de Lisboa, e foi sepultado na Capela de São Mateus, também em Lisboa, sendo depois trasladado para a de Santo Eutrópio quando esta ficou concluída. Nomeou para Administrador o Bispo de Lisboa D. Domingos Anes Jardo e, por morte deste, seu neto (dele instituidor) Gonçalo Mendes e, por morte deste, o Clérigo seu parente mais próximo. Na falta de parente Clérigo, sucederia o parente mais próximo.